# リーガ・ガレガ・デ・フトボル・ガエリコ
リーガ・ガレガ・デ・フトボル・ガエリコ（Liga Galega de Fútbol Gaélico）は、スペイン・ガリシア州におけるゲーリックフットボールリーグ。2012年にガリシア・ゲーリックフットボール協会によって創設され、2013-14シーズンに初開催されたが、2017-18シーズンからはガリシアサッカー連盟によって開催されている。

## 開催形式
ゲーリックフットボールはアイルランド発祥の団体球技であり、フットボールの一種である。アイルランドでは全アイルランドシニアフットボール選手権が開催されているが、アイルランド同様にケルト文化が伝わったスペイン・ガリシア州でもゲーリックフットボールが行われている。なお、ガリシア州でもっとも盛んなスポーツはサッカーである。
2012年にガリシア・ゲーリックフットボール協会によってリーグが創設された。ガリシア・ゲーリックフットボール協会の本部はガリシア州の州都であるア・コルーニャ県サンティアゴ・デ・コンポステーラに置かれている。
初開催された2013-14シーズンには、男子リーグに5クラブが、女子リーグに3クラブが参戦した。2シーズン目となった2014-15シーズンには、男子リーグに8クラブが、女子リーグに7クラブが参戦した。2015-16シーズンには、男子リーグに11クラブが、女子リーグに8クラブが参戦した。2016-17シーズンには、男子リーグに13クラブが、女子リーグに9クラブが参戦し、男子リーグはプリメーラ・ディビシオン（1部）とセグンダ・ディビシオン（2部）に分かれた。2017-18シーズンにも、男子リーグに13クラブが、女子リーグに9クラブが参戦している。2017-18シーズンからはサッカーが専門のガリシアサッカー連盟によって開催されている。

## 所属クラブ
| 加盟年 | 本拠地           | 本拠地                                     | 名前                             |
| ------ | ---------------- | ------------------------------------------ | -------------------------------- |
| 2010年 | ア・コルーニャ県 | ア・コルーニャ                             | フィーリョス・デ・ブレオガン     |
| 2011年 | ア・コルーニャ県 | オレイロス                                 | アルタブロス・デ・オレイロス     |
| 2012年 | ポンテベドラ県   | ア・エストラーダ                           | イルマンディーニョス             |
| 2012年 | ポンテベドラ県   | オ・グローベ                               | メコスFGオグローベ               |
| 2012年 | ポンテベドラ県   | ア・エストラーダ                           | ブライスリーチャス               |
| 2013年 | ポンテベドラ県   | ポンテベドラ                               | ポンテベドラFG                   |
| 2013年 | ア・コルーニャ県 | サンティアゴ・デ・コンポステーラ           | エストレーラ・ベルメーリャ       |
| 2014年 | ポンテベドラ県   | ビーゴ                                     | ケルトイGAC                      |
| 2014年 | オウレンセ県     | オウレンセ                                 | アウリエンセFG                   |
| 2015年 | ポンテベドラ県   | ア・イジャ・デ・アロウサ                   | ドルナFG                         |
| 2015年 | ポンテベドラ県   | ラリン                                     | エルデイロス・デ・ダイス         |
| 2015年 | ア・コルーニャ県 | ア・コルーニャ                             | ウニベルシダデ・ダ・コルーニャFG |
| 2016年 | ポンテベドラ県   | ポンテアレーアス                           | オコンダードFG                   |
| 2016年 | ア・コルーニャ県 | アス・ポンテス・デ・ガルシーア・ロドリゲス | テラス・ド・エウメFG             |
| 2016年 | ポンテベドラ県   | カンバードス                               | カンバードス・ガエリコ           |

## 歴代大会結果

### 男子

#### プリメーラ・ディビシオン
| シーズン | 優勝                         | 準優勝                       | 3位                          |
| -------- | ---------------------------- | ---------------------------- | ---------------------------- |
| 2013/14  | エストレーリャ・ベルメーリャ | イルマンディーニョス         | フィーリョス・デ・ブレオガン |
| 2014/15  | エストレーリャ・ベルメーリャ | フィーリョス・デ・ブレオガン | イルマンディーニョス         |
| 2015/16  | エストレーリャ・ベルメーリャ | イルマンディーニョス         | フィーリョス・デ・ブレオガン |
| 2016/17  | イルマンディーニョス         | フィーリョス・デ・ブレオガン | エストレーリャ・ベルメーリャ |
| 2017/18  |                              |                              |                              |

#### セグンダ・ディビシオン
| シーズン | 優勝                         | 準優勝                   | 3位                |
| -------- | ---------------------------- | ------------------------ | ------------------ |
| 2015/16  | アルタブロス・デ・オレイロス | エルデイロス・デ・ダイス | ブライスリーチャス |
| 2016/17  | メコスFGオグローベ           | アウリエンセFG           | ドルナFG           |
| 2017/18  |                              |                          |                    |

### 女子
| シーズン | 優勝                         | 準優勝                       | 3位                          |
| -------- | ---------------------------- | ---------------------------- | ---------------------------- |
| 2013/14  | イルマンディーニョス         | フィーリョス・デ・ブレオガン | メコスFGオグローベ           |
| 2014/15  | イルマンディーニョス         | フィーリョス・デ・ブレオガン | エストレーリャ・ベルメーリャ |
| 2015/16  | フィーリョス・デ・ブレオガン | イルマンディーニョス         | エストレーリャ・ベルメーリャ |
| 2016/17  | フィーリョス・デ・ブレオガン | ポンテベドラFG               | エルデイロス・デ・ダイス     |
| 2017/18  |                              |                              |                              |